# Жан-Луї Гассе
Жан-Луї Гассе (фр. Jean-Louis Gasset, нар. 9 грудня 1953, Сент-Етьєн) — французький футболіст, що грав на позиції півзахисника за клуб «Монпельє». По завершенні ігрової кар'єри — тренер.

## Ігрова кар'єра
У дорослому футболі дебютував 1975 року виступами за команду «Монпельє», кольори якої і захищав протягом усієї своєї кар'єри гравця, що тривала одинадцять років. Більшість часу, проведеного у складі «Монпельє», був основним гравцем команди.

## Кар'єра тренера
Завершивши виступи на футбольному полі 1985 року, залишився у структурі «Монпельє», де став помічником головного тренера. Провівши понад десять років на цій позиції, 1998 року очолив тренерський штаб рідної команди, проте вже за рік її залишив.
Згодом протягом 2000—2001 років тренував «Кан», після чого став асистентом Луїса Фернандеса у тренерському штабі «Парі Сен-Жермен», а у 2003—2004 роках асистував йому в іспанському «Еспаньйолі».
Після нетривалого періоду самостійної роботи в «Істрі» протягом 2005—2006 років отримав запрошення від клубу «Бордо» стати асистентом Лорана Блана, який лишень розпочинав тренерську кар'єру і потребував допомоги досвідченішого тренера. Надалі до 2016 року співпрацював з Бланом, був його асистентом у тренерських штабах збірної Франції та «Парі Сен-Жермен».
2017 року ненадовго повертався на тренерський місток «Монпельє», після чого перейшов до «Сент-Етьєна», де був головним тренером до 2019 року.
Наразі останнім місцем тренерської роботи Жана-Луї Гассе був клуб «Бордо», головним тренером команди якого він був з 2020 по 2021 рік.
20 травня 2022 року призначений тренером Кот-д'Івуару. Він змінив Патріса Бомеля, контракт якого закінчився 6 квітня 2022 року.
20 лютого 2024 року Гассе став головним тренером «Марселя» після звільнення тренера Дженнаро Гаттузо.
7 квітня 2025 року Гассе за взаємною згодою залишив «Монпельє», коли клуб перебував на останньому місці в Лізі 1.

## Титули і досягнення

### Як тренера
- Володар Кубка Інтертото (1):

«Монпельє»: 1999
Збірні
- Переможець Кубка африканських націй (1): 2024